# Beney-en-Woëvre
Beney-en-Woëvre település Franciaországban, Meuse megyében. Lakosainak száma 136 fő (2022. január 1.). Beney-en-Woëvre Bouillonville, Dampvitoux, Pannes, Thiaucourt-Regniéville, Xammes, Nonsard-Lamarche és Vigneulles-lès-Hattonchâtel községekkel határos.

## Népesség
A település népességének változása:
| Lakosok száma | 173  | 120  | 119  | 154  | 152  | 139  | 131  | 128  | 131  | 136  |
|               | 1968 | 1982 | 1990 | 2006 | 2013 | 2015 | 2017 | 2019 | 2020 | 2022 |